# Malco (historiador)
Malco, también Malco de Filadelfia (griego antiguo: Μάλχος, Málkhos), fue un historiador bizantino de lengua griega del siglo V, de origen árabe, originario de la ciudad de Filadelfia (actual Amán) y autor de una historia de Bizancio (Byzantiaca).
Según la Suda, Malco era bizantino (es decir, de Constantinopla), pero Focio afirma que era natural de Filadelfia, en el país de Ammonitis, al este del río Jordán. Su nombre hace probable que procediera de un pueblo árabe de los alrededores de Filadelfia, ya que su nombre se parece al nombre árabe Malek (مالك).

## Biografía
Malco probablemente siguió su profesión de retórico o sofista en Constantinopla. Según la Suda, escribió una historia que se extendía desde el reinado de Constantino I hasta el de Anastasio I; pero su obra en siete libros, de la que ha dado cuenta Focio (Bibl. cod. 78), y a la que da el título de Βυζαντιακά, comprendía solo el período desde la enfermedad final del emperador oriental León I (473 o 474), hasta la muerte de Julio Nepote, emperador de Occidente (480). Se ha supuesto que se trataba de un extracto de la obra mencionada por Suidas, o de una copia mutilada. Que estaba incompleta lo dice el propio Focio, quien afirma que el comienzo del primero de los siete libros mostraba que el autor ya había escrito algunas partes anteriores, y que el cierre del séptimo libro mostraba su intención de llevarlo más lejos, si le perdonaban la vida.
Algunos eruditos, entre ellos Valesius, han pensado que la historia de Malco comenzó con la enfermedad de León I, y que fue el continuador de Prisco, cuya historia de Bizancio se supone que terminó en ese punto. Barthold Georg Niebuhr supuso que esta coincidencia se debía a que Focio habría encontrado sólo una parte de la obra de Malco, que había sido insertada en alguna catena histórica después de la obra de Prisco; o que la historia del período anterior había sido dada por Malco en otra obra. Suidas habla de la historia en toda su extensión; puede haber sido publicada en partes sucesivas, a medida que el autor pudo terminarla; y Focio posiblemente sólo se encontró con una parte.
Focio elogia el estilo de Malco como modelo de composición histórica; puro, sin redundancias y compuesto de palabras y frases bien seleccionadas. También destaca su eminencia como retórico y dice que era favorable al cristianismo, una afirmación que se ha considerado incoherente con los elogios a Pamprepio. 

## Textos conservados
Las obras de Malco se han perdido, excepto las partes contenidas en las Excerpta Constantiniana, compiladas por orden del emperador bizantino Constantino VII y algunos extractos de la Suda.
Los textos conservados, se centra principalmente en los acontecimientos de Constantinopla y sus alrededores y las principales  figuras de la época, llegando a ser una fuerte importante de información en las relaciones exteriores de Bizancio, entre ellas con los ostrogodos y los vándalos.

## Edición
- Blockley, R. C. (ed.), The Fragmentary Classicising Historians of the Later Roman Empire. Eunapius, Olympiodorus, Priscus and Malchus, II. Text, Translation and Historiographical Notes (ARCA Classical and Medieval Texts, Papers and Monographs 10), Liverpool 1983.